# Soil Moisture Active Passive
|  | Per al grup musical japonès, vegeu SMAP. |

Soil Moisture Active Passive (SMAP) és un satèl·lit de recerca mediambiental americà. Part del primer grup de missions recomanades per NASA per la Earth Science Decadal Survey, va ser llançat el 31 de gener de 2015. És un dels primers satèl·lits d'observació de la Terra que són desenvolupats per NASA en resposta al Decadal Survey del National Research Council.

## Resum de la missió
SMAP proporcionarà mesures de la congelació d'aigua de la Terra i l'estat de desglaç amb cobertura global cada 2–3 dies. Les mesures de la superfície a través de SMAP seran recollides en models hidrològics per inferir les condicions de desglaç en la zona en qüestió. Aquestes mesures permetran als usuaris d'aplicacions científiques a:
1. Entendre els processos que enllacen l'aigua terrestre, energia, i cicles de carboni.
2. Calcular els fluxos globals d'energia i aigua a la superfície de terra.
3. Quantificar el flux net de carboni en paisatges boreals.
4. Millorar l'enteniment del clima i la previsió del temps.
5. Desenvolupar millors prediccions d'inundacions i capacitat de control de la sequera.

Les observacions de SMAP seran adquirides per un període de com a mínim tres anys després del llançament. Serà implementat un programa d'aplicacions de validació comprensible i científic, i totes les dades seran fetes disponibles públicament a través dels centres d'arxiu de la NASA.

## Característiques de sistema
|                           | Radar                | Radiòmetre           |
| ------------------------- | -------------------- | -------------------- |
| Freqüència                | 1.2 GHz              | 1.41 GHz             |
| Polaritzacions            | VV, HH, HV           | V, H, U              |
| Resolució                 | 1—3 km*              | 40 km                |
| Diametre d'antena         | 6 m                  | 6 m                  |
| Velocitat de rotació      | 14.6 rpm             | 14.6 rpm             |
| Angle d'incidència        | 40°                  | 40°                  |
| Ample d'escombrat (Swath) | 1000 km              | 1000 km              |
| Òrbita                    | Polar, heliosíncrona | Polar, heliosíncrona |
| Hora en mode ascendent    | 6 am                 | 6 am                 |
| Altitud                   | 670 km               | 670 km               |

* En un 70% de l'ample d'escombrat
El radar i el radiòmetre comparteixen un sol instrument i juntament amb un sistema d'antena reflector desplegable de 6  m AstroMesh, que va ser subministrat per Astro Aeroespacial a Carpinteria (Califòrnia), que gira al voltant de l'eix de nadir i fa escàneigs cònics de la superfície. Una àmplia franja proporciona una revisió gairebé global en 2–3 dies.